# Ligne 14 du métro de Shenzhen
 (novembre 2022).
La ligne 14 du métro de Shenzhen est une ligne de métro dans la ville de Shenzhen, dans le Guangdong, en Chine. Longue de 50,3 km, cette ligne automatique compte 18 stations dans quatre districts différents. Elle a ouvert le 28 octobre 2022.